# Совершенный кубоид

У совершенного кубоида стороны,,, диагонали граней,, и главная диагональ — целые числа

Совершенный кубоид — прямоугольный параллелепипед, у которого все семь основных величин (три ребра, диагонали его граней и диагональ самого параллелепипеда) являются натуральными числами. Иначе говоря, совершенный кубоид — решение системы следующих диофантовых уравнений в натуральных числах:
{\displaystyle {\begin{cases}a^{2}+b^{2}=d^{2},\\a^{2}+c^{2}=e^{2},\\b^{2}+c^{2}=f^{2},\\a^{2}+b^{2}+c^{2}=g^{2}.\end{cases}}}
До сих пор неизвестно, существует ли такой параллелепипед. По состоянию на 2020 год компьютерный перебор не нашёл ни одного совершенного кубоида с рёбрами до 2,5·1013. Тем не менее, найдено несколько «почти совершенных» параллелепипедов, у которых целочисленными являются все величины, кроме одной:
- {\displaystyle (672,153,104)} — одна из диагоналей грани нецелая;
- {\displaystyle (18\,720,{\sqrt {211\,773\,121}},7800)}, {\displaystyle (520,576,{\sqrt {618\,849}})} — одно из рёбер нецелое;
- большое количество эйлеровых параллелепипедов (с нецелой пространственной диагональю)➤;
- косоугольные параллелепипеды, у которых все линейные размеры целые, при этом достаточно одного непрямого угла[4][5][6].

С сентября 2017 года поиском совершенного кубоида начал заниматься проект распределённых вычислений yoyo@home.
Вопрос существования совершенного кубоида связан с тремя гипотезами о кубоидах — если они верны, то совершенного кубоида не существует.

## Эйлеров параллелепипед

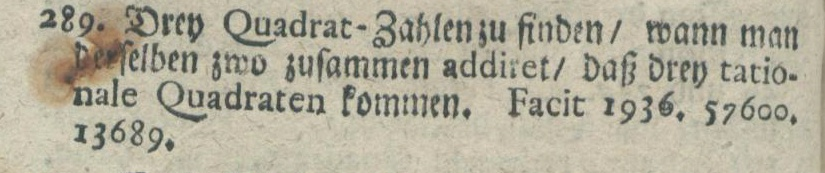
Факсимиле работы Хальке 1719 года с описанием минимального эйлерова параллелепипеда. Квадраты его сторон равны 44^{2}=1936, 240^{2}=57600, 117^{2}=13689

Все пять примитивных эйлеровых параллелепипедов со сторонами и диагоналями меньшими 1000

Прямоугольный параллелепипед, у которого целочисленны только рёбра и диагонали граней, называется эйлеровым. Самый маленький из эйлеровых параллелепипедов — (240, 117, 44), с диагоналями граней 267, 244 и 125, был найден Паулем Хальке в 1719 году. Ещё несколько эйлеровых параллелепипедов:
- (275, 252, 240),
- (693, 480, 140),
- (720, 132, 85),
- (792, 231, 160).

Эйлер описал два семейства эйлеровых параллелепипедов (отсюда название), которые задаются формулами, аналогичными формулам для пифагоровых троек. Эти семейства включают не все эйлеровы параллелепипеды. Известно, что среди них не может быть совершенного кубоида. Полного описания всех эйлеровых параллелепипедов нет.
Одно из семейств, полученных Эйлером, задаётся формулами при {\displaystyle n>3}:
{\displaystyle a=n^{6}-15n^{4}+15n^{2}-1,b=6n^{5}-20n^{3}+6n,c=8n^{5}-8n}.
Известны такие требования к эйлеровому параллелепипеду (а значит, и к совершенному кубоиду):
- одно ребро делится на 4, второе делится на 16, третье нечётное (если, конечно, он примитивный — то есть {\displaystyle {\text{НОД}}(a,b,c)=1});
- одно ребро делится на 3 и ещё одно — на 9;
- одно ребро делится на 5;
- одно ребро делится на 11.

Существует «неформульный» способ получения значений сторон «производного» эйлерова параллелепипеда на основе значений «родительского» эйлерова параллелепипеда (8). Для этого в фигуре выделяется три треугольника с целочисленными значениями сторон. Далее — из полученных треугольников посредством подбора значения их котангенса — определяются пифагоровы тройки. Эти тройки заносятся в таблицу. Приёмом перекрёстной расстановки в таблице двух значений (из трёх) пифагоровых троек (посредством определённого алгоритма математических операций) вычисляются значения трёх сторон «производного» эйлерова параллелепипеда.